# Журавлёв, Числав Григорьевич
Числа́в Григо́рьевич Журавлёв  (настоящее имя — Вячеслав, 27 апреля 1935, село Большой Толкай, ныне Похвистневский район, Самарская область — 18 августа 2018) — эрзянский советский поэт и писатель, тренер, спортивный судья.

## Биография
Закончил Мало-Толкайское педучилище, работал учителем физкультуры в Чесноковской средней школе Кошкинского района Куйбышевской области. С 1954 по 1957 год служил в армии. Затем более 12-ти лет работал на разных должностях в Сибири. В 1967 году вернулся в Куйбышев. В 1975 году закончил Волгоградский институт физической культуры.
В 60-е гг. — тренер по тяжёлой атлетике, старатель на золотых приисках, бортрадист (Магаданская обл.).
С 1967 года — учитель физкультуры, тренер, спортивный судья.
Писать стихи начал ещё в школе. Первым его учителем и наставником был В. К. Радаев, преподававший в то время эрзянский язык и литературу. Он вёл также литературный кружок. Мировоззрение и нравственный опыт будущего писателя складывались под непосредственным влиянием нелёгких жизненных впечатлений.
Первые произведения опубликованы на русском языке в куйбышевских сборниках «День поэзии» (1977), «Радуга» (1979), «Волжские зори» (1981) и др.

## Труды
В 1982 году в газете «Эрзянь правда» и в журнале «Сятко» была напечатана большая подборка его стихов на эрзянском языке. Его замечают как в писательских кругах Мордовии, так и просто читатели. Активно печатается в детском эрзянском журнале «Чилисема», газете «Эрзянь Мастор», в самарской областной газете «Валдо ойме».
Произведения Журавлёва печатались в коллективных сборниках «Маней васолкст» («Ясные дали») и «Горизонт». Первая поэтическая книга Журавлёва «Сёксень цецят» («Осенние цветы») опубликована в Мордовском книжном издательстве в 1991 году. Затем вышли его книги «Овтонь латко» («Медвежий овраг», 1993), «Каргонь вайгель» («Голос журавля», 1995), «Валдо ойме» («Светлая душа», 1996), «Арсемат ды ежот» ("Мысли и чувства, 2000), «Вечкемань теште» («Звезда любви», 2001), «Кемемань валдо» ("Свет веры, 2002), «Арсемань пакся» («Поле мысли», 2003), «Седеень вайгель» («Голос сердца», 2004) и т. д.
В 2007 году вышла в свет десятая книга Числава Журавлёва — сборник стихов «Каргинеть» («Журавлики»). Как и все предыдущие, она радует читателя простотой изложения, красивым поэтическим слогом и народной мудростью. В стихах Числава Григорьевича, в каждой строке и в каждом слове, чувствуется любовь к своему народу и родному эрзянскому языку. Книга «Каргинеть» — уникальное явление в литературной жизни эрзянского народа. Сюда вошли афоризмы на эрзянском языке — мудрые мысли, сложенные в рифму. В книге — 2522 коротких стиха (миниатюры). Это не просто краткие изречения, это народная мудрость, обычаи и традиции, мысли и чувства эрзянского народа. Это чистый эрзянский язык и красивый поэтический слог. От стихов Числава Журавлёва исходят доброта, свет и тепло, а необыкновенная мудрость выражена простыми словами. Автор хорошо проявил себя в данном направлении. Это свидетельство роста поэтического мастерства, глубины постижения тонких проявлений человеческой души.
Список изданных книг эрзянского поэта и писателя Числава Журавлёва:
1. «Сёксень цецят» («Осенние цветы»). — Саранск, 1991.
2. «Овто латко» («Медвежий овраг»). — Саранск, 1993.
3. «Каргонь вайгель» («Голос журавля»). — Саранск, 1995.
4. «Валдо ойме» («Светлая душа»). — Саранск, 1996.
5. «Арсемат ды ёжот» («Мысли и чувства»). — I т. — Саранск, 1999.
6. «Вечкемань теште» («Звезда любви»). — II т. — Саранск, 2000.
7. «Кемемань валдо» («Свет надежды»). — III т. — Саранск, 2001.
8. «Арсемань пакся» («Поле раздумий»). — Саранск, 2003.
9. «Седеень вайгель» («Голос сердца»). — Саранск, 2004.
10. «Каргинеть» («Журавлики»). — Саранск, 2007.
11. «Kurekesed» («Журавлики»). — Таллин, 2010. ISBN 9789949445394
12. «Эрямонь юр» («Основа жизни»). — Саранск, 2011.
13. «Кочказь произведеният» («Избранное»). — Саранск, 2012.

Тематический диапазон лирики поэта многогранен. Он отражает радость и тревогу своего времени, чаяния и надежды трудового человека, его духовный мир. Отталкиваясь от конкретного факта, он приходит к широким социальным обобщениям. Его поэзии присуща ясность образов, простота изложения. Мир природы и мир человеческих отношений в стихах поэта представляются в единстве.
Произведения Числава Журавлёва способствуют повышению интереса к своим истокам, обогащению духовно-нравственного потенциала эрзянского народа, сохранению и развитию родного языка и культуры. Числав Григорьевич Журавлёв принимает самое активное участие в литературных вечерах, областных национальных праздниках, межнациональных фестивалях, проводимых в Самарской области и в Республике Мордовия.

## Достижения
В 1989 г. Числав Журавлёв был в числе первых организаторов Самарского областного эрзянско-мокшанского общества «Масторава».
С 1990 по 2002 годы вёл радиопередачи на эрзянском языке на областном радио (ГТРК «Самара»), а также на многонациональном «Радио-7 из Самары».
С 1996 года — член Союза писателей России.
В 1999 году Числав Журавлёв стал лауреатом международного конкурса Общества Матиаса Кастрена Матиаса Кастрена (Финляндия) за вклад в развитие радиожурналистики финно-угорских народов. Радиопередача на эрзянском языке «Эрзянь келень чи» («День эрзянского языка») заняла I место из 25-ти радиопередач на языках финно-угорской группы, представленных на конкурс.
2002 год — лауреат премии Фонда спасения эрзянского языка имени А. П. Рябова (Республика Мордовия, г. Саранск) — за сохранение и развитие эрзянского языка.
2005 год — лауреат Губернской премии в области культуры и искусства за литературное творчество на эрзянском языке (Самарская область).
В 2008 году самарскому эрзянскому писателю Числаву Журавлёву была присуждена литературная премия Программы родственных народов Эстонии и Ассоциации финно-угорских литератур за сборник стихов «Каргинеть» («Журавлики») в номинации «художественное поэтическое произведение».
2009 год — Указом Главы Республики Мордовия за большой вклад в развитие национальной культуры Числаву Журавлеву присвоено почетное звание «Заслуженный поэт Республики Мордовия»
2009 год — награждён Почетной грамотой Государственного Собрания Республики Мордовия.
2 июля 2011 года на XIII областном мордовском фестивале «Масторава» (Самарская область, г. Отрадный) Числав Журавлев был награждён Почетной грамотой Губернатора Самарской области за большой вклад в сохранение и развитие мордовской национальной культуры в Самарской области.
18 мая 2012 года в Доме дружбы народов Самарской области состоялась презентация персонального сайта Числава Журавлёва «Каргонь вайгель» — www.числав.рф.
Числав Журавлёв — делегат V съезда финно-угорских народов Российской Федерации (Республика Мордовия, г. Саранск, 26-28 сентября 2013 года).